# Wybory parlamentarne na Ukrainie w 2014 roku

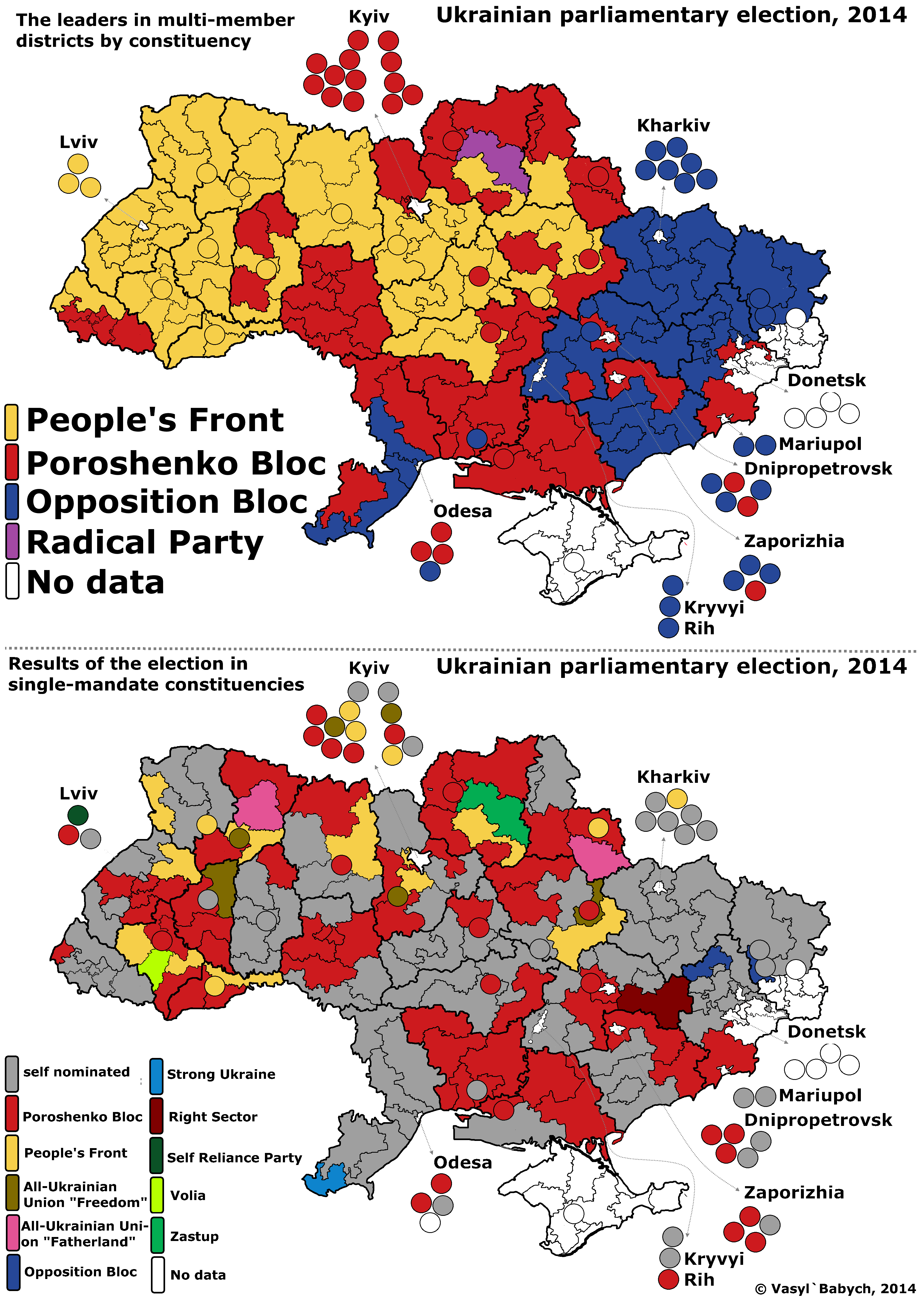
Wyniki wyborów parlamentarnych na Ukrainie w 2014. U góry okręg wielomandatowy (z zaznaczeniem komitetu, który uzyskał w najwięcej głosów na danym terytorium odpowiadającym okręgowi jednomandatowemu). Na dole wyniki w okręgach jednomandatowych

Frekwencja wyborcza według regionów

Wybory parlamentarne na Ukrainie w 2014 roku odbyły się 26 października 2014 roku. Wybrano w nich 423 deputowanych do Rady Najwyższej Ukrainy na 5-letnią kadencję. Pozostałe 27 miejsc w 450-osobowym parlamencie pozostało nieobsadzone. Frekwencja wyborcza wyniosła 52,42%.
Wybory w okręgu wielomandatowym zakończyły się zwycięstwem Frontu Ludowego premiera Arsenija Jaceniuka, jednakże dzięki zwycięstwom w okręgach jednomandatowych znacznie więcej miejsc w parlamencie uzyskał prezydencki Blok Petra Poroszenki. Próg wyborczy przekroczyły także Samopomoc mera Lwowa Andrija Sadowego, Blok Opozycyjny powiązany z Partią Regionów, Partia Radykalna posła Ołeha Laszki i Batkiwszczyna byłej premier Julii Tymoszenko. W blisko połowie jednomandatowych okręgów wyborczych zwyciężyli tzw. kandydaci niezależni (w ponad 2/3 przypadków dotychczasowi deputowani).

## Tło wyborów i ordynacja wyborcza
Były to wybory przedterminowe – poprzednie wybory odbyły się w 2012. Wydarzenia Euromajdanu, protestów z przełomu lat 2013–2014 skierowanych przeciwko rządom Wiktora Janukowycza, doprowadziły jednak do zmian politycznych w kraju w tym powołania nowego rządu i przedterminowych wyborów prezydenckich, które odbyły się 25 maja 2014. Ich zwycięzca, Petro Poroszenko, wyraził oczekiwanie przeprowadzenia wyborów parlamentarnych jeszcze w tym samym roku. Pretekstem do ich ogłoszenia w dniu 25 sierpnia 2014 był formalny rozpad koalicji rządzącej (przy czym opuszczające ją partie Swoboda i UDAR nie wycofały z rządu swoich ministrów).
14 sierpnia 2014 Rada Najwyższa nie rozpoznała żadnej z proponowanych zmian w ordynacji wyborczej. W rezultacie obowiązywały przyjęte w 2011 reguły stosowane przy wyborach w 2012. Wybór pierwszej połowy posłów (225) następował z zamkniętych list krajowych, mandaty dzielono pomiędzy ugrupowania, które przekroczyły wynoszący 5% próg wyborczy. Wybór drugiej połowy posłów następował w 225 jednomandatowych okręgach wyborczych (w jednej turze). Listy krajowe mogły wystawiać wyłącznie partie polityczne, ordynacja wyborcza nie przewidziała ponownie funkcjonowania koalicji wyborczych. Działacze danego ugrupowania startujący z listy krajowej innego figurowali zatem formalnie jako osoby bezpartyjne.
Z powodu aneksji Krymu wyborów nie przeprowadzono w 10 okręgach Autonomicznej Republiki Krymu i w 2 okręgach Sewastopola. Wojna w Donbasie uniemożliwiła również głosowanie w 9 okręgach obwodu donieckiego i w 6 okręgach obwodu ługańskiego (w dwóch ostatnich przypadkach dokonano jednak rejestracji kandydatów).

## Kandydaci
Centralna Komisja Wyborcza zarejestrowała 29 list krajowych zawierających ponad 3,1 tysiąca kandydatów, a także ponad 3,5 tysiąca kandydatów w okręgach jednomandatowych (w tym około 2 tysięcy niezależnych).
Okres przedwyborczy wiązał się z istotnymi przemianami na ukraińskiej scenie politycznej. W sierpniu 2014 reaktywowano nieaktywną od blisko dziesięciu lat powiązaną z prezydentem Partię Solidarność – przyjęła nazwę Blok Petra Poroszenki, a na jej czele stanął Jurij Łucenko. We wrześniu BPP podpisał porozumienie o wspólnym starcie z ugrupowaniem UDAR byłego boksera i mera Kijowa Witalija Kłyczki. W tym samym miesiącu skupiona wokół premiera Arsenija Jaceniuka i przewodniczącego parlamentu Ołeksandra Turczynowa grupa polityków, która wystąpiła z Batkiwszczyny, powołała nową formację pod nazwą Front Ludowy. Stanowiąca do lutego 2014 polityczne zaplecze Wiktora Janukowycza Partia Regionów podjęła decyzję o rezygnacji z udziału w wyborach. Środowiska przeciwników Euromajdanu, w tym licznych regionałów, ostatecznie połączył Blok Opozycyjny.
Wśród kandydatów znalazło się grono osób, które zyskały popularność i rozpoznawalność swoją aktywnością w czasie Euromajdanu (m.in. Mychajło Hawryluk, Ihor Łucenko, Wołodymyr Parasiuk), kryzysu krymskiego (Julij Mamczur) i wojny w Donbasie (Jurij Bereza, Nadija Sawczenko, Semen Semenczenko, Andrij Teteruk, Dmytro Tymczuk). Wśród kandydatów niezależnych znalazła się liczna grupa parlamentarzystów VII kadencji, w tym wielu deputowanych z frakcji Partii Regionów, jak też posłów, którzy opuścili obóz władzy w trakcie i po protestach. Analizy publicystyczne zajmowały się także wskazywaniem związków poszczególnych ugrupowań (w tym partii prezydenta i premiera) z oligarchami. Tradycyjnie w wyborach wystartowała także grupa osób z listy najbogatszych Ukraińców (m.in. Wadym Nowynski, Kostiantyn Żewaho, Serhij Taruta).

## Wyniki
| Ugrupowanie                                    | Lider listy krajowej | Lista krajowa | Lista krajowa | Lista krajowa | Mandaty w okręgach | Suma mandatów |
| Ugrupowanie                                    | Lider listy krajowej | Głosy         | % głosów      | Mandaty       | Mandaty w okręgach | Suma mandatów |
| ---------------------------------------------- | -------------------- | ------------- | ------------- | ------------- | ------------------ | ------------- |
| Front Ludowy                                   | Arsenij Jaceniuk     | 3 487 766     | 22,14         | 64            | 18                 | 82            |
| Blok Petra Poroszenki                          | Witalij Kłyczko      | 3 437 078     | 21,81         | 63            | 69                 | 132           |
| Samopomoc                                      | Hanna Hopko          | 1 729 131     | 10,97         | 32            | 1                  | 33            |
| Blok Opozycyjny                                | Jurij Bojko          | 1 486 195     | 9,33          | 27            | 2                  | 29            |
| Partia Radykalna Ołeha Laszki                  | Ołeh Laszko          | 1 173 060     | 7,44          | 22            | 0                  | 22            |
| Batkiwszczyna                                  | Nadija Sawczenko     | 894 757       | 5,68          | 17            | 2                  | 19            |
| Ogólnoukraińskie Zjednoczenie „Swoboda”        | Ołeh Tiahnybok       | 741 968       | 4,71          | 0             | 6                  | 6             |
| Komunistyczna Partia Ukrainy                   | Petro Symonenko      | 611 901       | 3,88          | 0             | 0                  | 0             |
| Silna Ukraina                                  | Serhij Tihipko       | 491 448       | 3,11          | 0             | 1                  | 1             |
| Pozycja Obywatelska                            | Anatolij Hrycenko    | 489 493       | 3,10          | 0             | 0                  | 0             |
| Ogólnoukraińskie Agrarne Zjednoczenie „Zastup” | Wira Uljanczenko     | 418 271       | 2,65          | 0             | 1                  | 1             |
| Prawy Sektor                                   | Andrij Tarasenko     | 284 936       | 1,80          | 0             | 1                  | 1             |
| Pozostali (17 list wyborczych)                 | –                    | 506 505       | 3,11          | 0             | 0                  | 0             |
| Polityczna Partia Wola                         | –                    | –             | –             | –             | 1                  | 1             |
| Kandydaci niezależni                           | –                    | –             | –             | –             | 96                 | 96            |